# Garry Winogrand
Garry Winogrand (Nueva York, 1928 - 1984) fue un fotógrafo estadounidense.
Practicante y pionero de la fotografía callejera ("street photography"). Recibió tres Becas Guggenheim (1964, 1969 y 1979). Su trabajo aparece expuesto por primera vez en 1963 en el Museo de Arte Moderno (MOMA) de Nueva York. Se trata de una muestra colectiva en la que también aparecen trabajos de Minor White, George Krause, Jerome Liebling y Ken Heyman. En 1966 Winogrand expuso en el George Eastman House de Rochester, Nueva York, con Lee Friedlander, Duane Michals, Bruce Davidson y Danny Lyon en una exposición titulada "Toward a Social Landscape". En 1967 expone junto con Diane Arbus y Lee Friedlander en la muestra "New Documents" en el MOMA.
Garry realizó estudios de pintura en el City College de Nueva York estudiando después, en 1948, pintura y fotografía en la Columbia University de Nueva York. En 1951 asistió a las clases de fotoperiodismo impartidas por Alexey Brodovitch en la New School for Social Research de Nueva York. Posteriormente él mismo dictó clases de fotografía en la Universidad de Texas de Austin y en el Art Institute of Chicago, siendo de gran influencia para sus estudiantes.
El trabajo de Garry Winogrand estaba influido por los de Walker Evans y Robert Frank, y por las publicaciones: American Photographs y "The Americans". Por supuesto, también Henri Cartier-Bresson fue de gran influencia, aunque sus estilos sean totalmente diferentes. Winogrand nunca buscaba una "foto bonita". La capacidad de anticiparse al suceso y la habilidad para tomar la fotografía con rapidez son las dos características más destacadas de los practicantes de la "street photography" y Cartier-Bresson está considerado en este sentido no sólo uno de los pioneros sino también el mejor en ambos aspectos, siendo su texto "El momento decisivo" uno de los más influyentes.
Winogrand realizó un retrato exhaustivo de la Norteamérica de los años 60 y 70 de la misma manera que anteriormente lo había hecho Robert Frank. Winogrand estaba asimismo interesado por el papel de los medios masivos de comunicación a la hora de conformar las actitudes de las personas.
Recorría las calles de Nueva York con su cámara Leica M4 y un objetivo gran angular preenfocado, tomando fotografías muy rápidamente. Con frecuencia su cámara estaba inclinada en el momento del encuadre lo que generaba unas fotografías con un horizonte no paralelo, lo que causaba la consiguiente extrañeza en el espectador.
Para su libro The Animals (1969), fotografió exhaustivamente el Zoológico del Bronx en Nueva York y el Acuario de Coney Island. Encontró otro de sus temas en el Fort Worth Fat Stock Show and Rodeo de 1980, y estas fotografías aparecieron en otro libro.
Garry Winogrand murió de cáncer en 1984, dejando más de 300.000 imágenes sin editar, muchas de las cuales ni siquiera había revelado. En concreto y tal y como aparece en el texto de Szarkowski (publicado en Figments from the Real World, publicado junto con la exposición correspondiente por el MOMA de Nueva York): unos 2500 rollos de película expuesta sin revelar, 6500 rollos revelados sin contactos y 3000 rollos cuyas hojas de contactos no había mirado en absoluto. Esto hace un total de 12000 rollos que Garry Winogrand había expuesto pero no había visto en el momento de su muerte. Aproximadamente 432.000 fotos tomadas sin ser vistas posteriormente.

## Libros publicados por Garry Winogrand
- The Animals (Los animales) (1968)
- Women are Beautiful (Las mujeres son hermosas) (1975)
- Public Relations (Relaciones públicas) (1977)
- The Fort Worth Fat Stock Show and Rodeo (1980)
- Winogrand 1964 (2002)

En español existe un libro de TF Editores, llamado El juego de la fotografía, que recoge sus mejores imágenes y textos de conocedores de su obra.

## Citas de Garry Winogrand
"Fotografío para ver como se ve el mundo en fotografía" ("I photograph to see what the world looks like in photographs")
"Me gusta pensar en la fotografía como un acto de respeto en dos formas. Respeto por el medio, dejándole hacer lo que mejor hace, describir. Y respeto por el tema, describiéndolo como es. Un fotógrafo debe responsabilizarse de ambos". ("I like to think of photographing as a two-way act of respect. Respect for the medium, by letting it do what it does best, describe. And respect for the subject, by describing as it is. A photograph must be responsible to both.")